# シンディ・ヘンスリー・マケイン
シンディ・ルー・マケイン（英: Cindy Lou McCain、旧姓ヘンスリー (Hensley), 1954年5月20日 - ）は、アメリカ合衆国の外交官、実業家、慈善事業家。国際連合食糧農業機関 (WFP) 米国代表を経て、2023年より国際連合世界食糧計画事務局長を務める。
2008年アメリカ合衆国大統領選挙の共和党候補だったジョン・マケイン連邦上院議員（2018年死去）の妻。アンハイザー・ブッシュ社の独占販売権を持つHensley & Coの共同経営者の一人でもある。

## 経歴
アリゾナ州フェニックスに生まれる。父のジェームス・ヘンスリーは、アンハイザー・ブッシュ社の独占販売権を持つ Hensley & Co の創業者。1976年南カリフォルニア大学卒業。1978年同大学院で修士号取得。文学士（教育学）、文学修士（特殊教育学）。
1979年4月にハワイにてジョン・マケインと出会い、交際を深め、1981年5月17日にアリゾナ州で結婚。1984年10月長女メーガン、1986年5月長男ジョン、1988年5月次男ジェームスをもうける。
1988年に医療を主体とした慈善団体を設立し、戦地や第三国への救急医療支援事業や児童への食糧支援を行う。
1989年より背筋痛の緩和治療から薬物依存症に罹り、その処方箋を慈善団体の医師に不法に書かせて鎮痛剤を大量に入手したことが1993年に慈善団体職員の告発により判明。麻薬取締局の捜査を受ける。初犯でもあることから司法取引により、罰金と社会奉仕活動を条件に捜査は終了した。
2020年9月22日、同年の大統領選挙で、民主党候補のジョー・バイデンを支持することをTwitterで表明した。シンディ自身は共和党員であり、夫のジョンも何度かジョー・バイデンと熱い議論を戦わせるなど考え方を異とする立場であるが、彼は善良で誠実な人物だとして評価。今回の選挙で米国の価値観を守ってくれるただ1人の候補者だと述べた。
これに対してバイデンもTwitterで「あなたの支持と友情を光栄に思う」と応じた。
彼女が党派を異にするバイデンへの支持を決意したのは、共和党候補のドナルド・トランプによる亡き夫ジョンへの度重なる批判、兵士に対する侮辱的なコメント、さらに戦没兵を「負け犬」呼ばわりしたためという（ジョンはベトナム戦争で捕虜になり、拷問を受けた経験があった）。
結局、大統領選挙でトランプはアリゾナ州を落とし、選挙戦全体でも敗北し落選、バイデンが当選を果たした。この報に接してシンディは「夫も喜んでいると思う」とコメントを出した。
アリゾナ州は1948年以来共和党が優勢で、1996年にビル・クリントンが僅差で取ったことはあったものの、基本的に共和党候補が取る州だったため異例の結果だった。彼女のバイデン支持表明が大きかったとされ、バイデン新政権での駐英大使の起用が取りざたされた。バイデン陣営関係者によれば、彼女が希望すれば決まりという状態だという。
結局、駐英大使への起用はなかったが、2021年6月23日にバイデン政権は超党派人事としてシンディ・マケインを国際連合食糧農業機関の米国代表に指名することを発表した。2023年3月2日には国連から世界食糧計画 (WFP) の事務局長に任命され、4月4日に就任した。

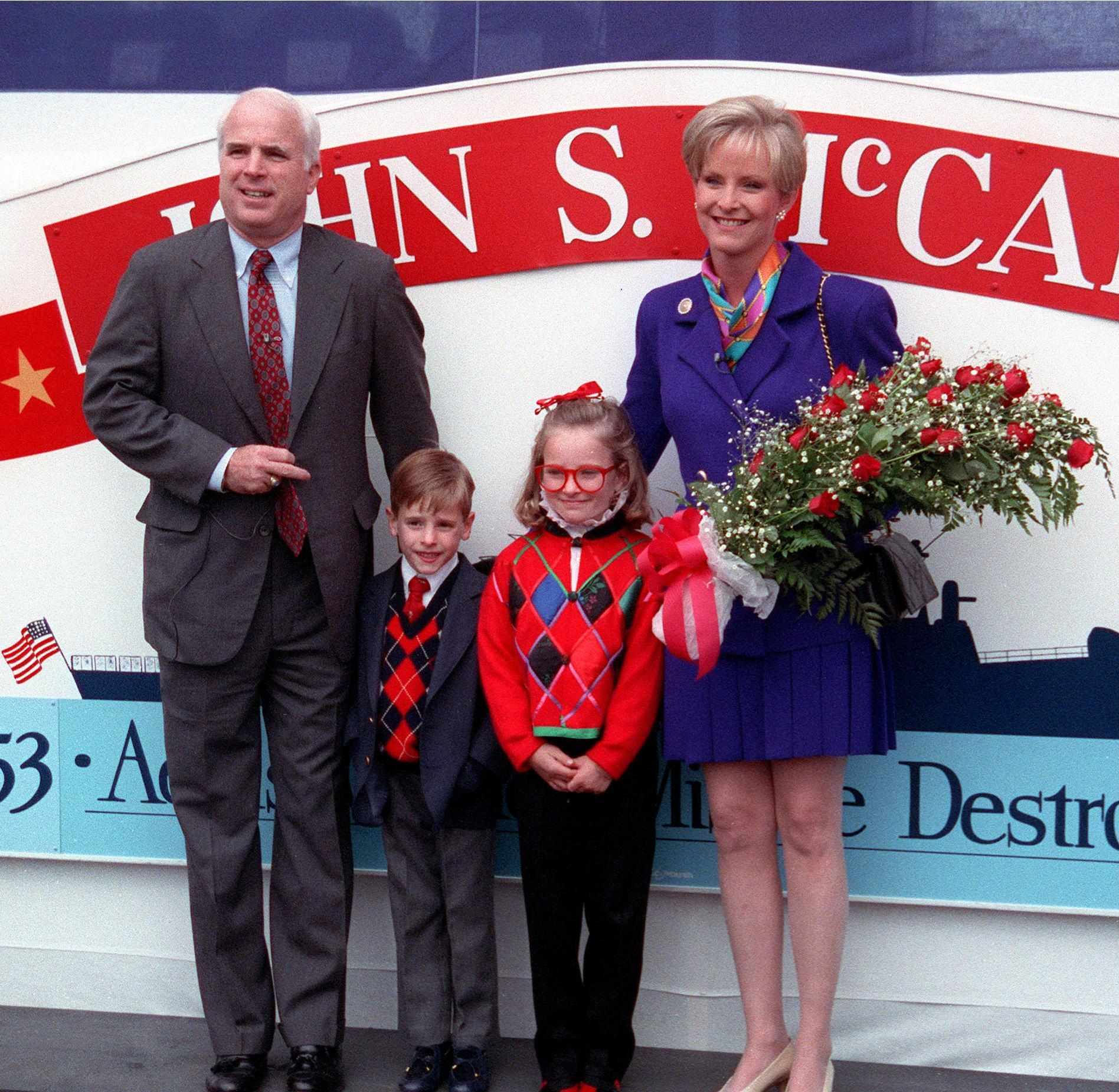
1992年9月26日、ミサイル駆逐艦「ジョン・S・マケイン」の命名式で。左から夫ジョン、息子ジャック、娘メーガン、シンディ。
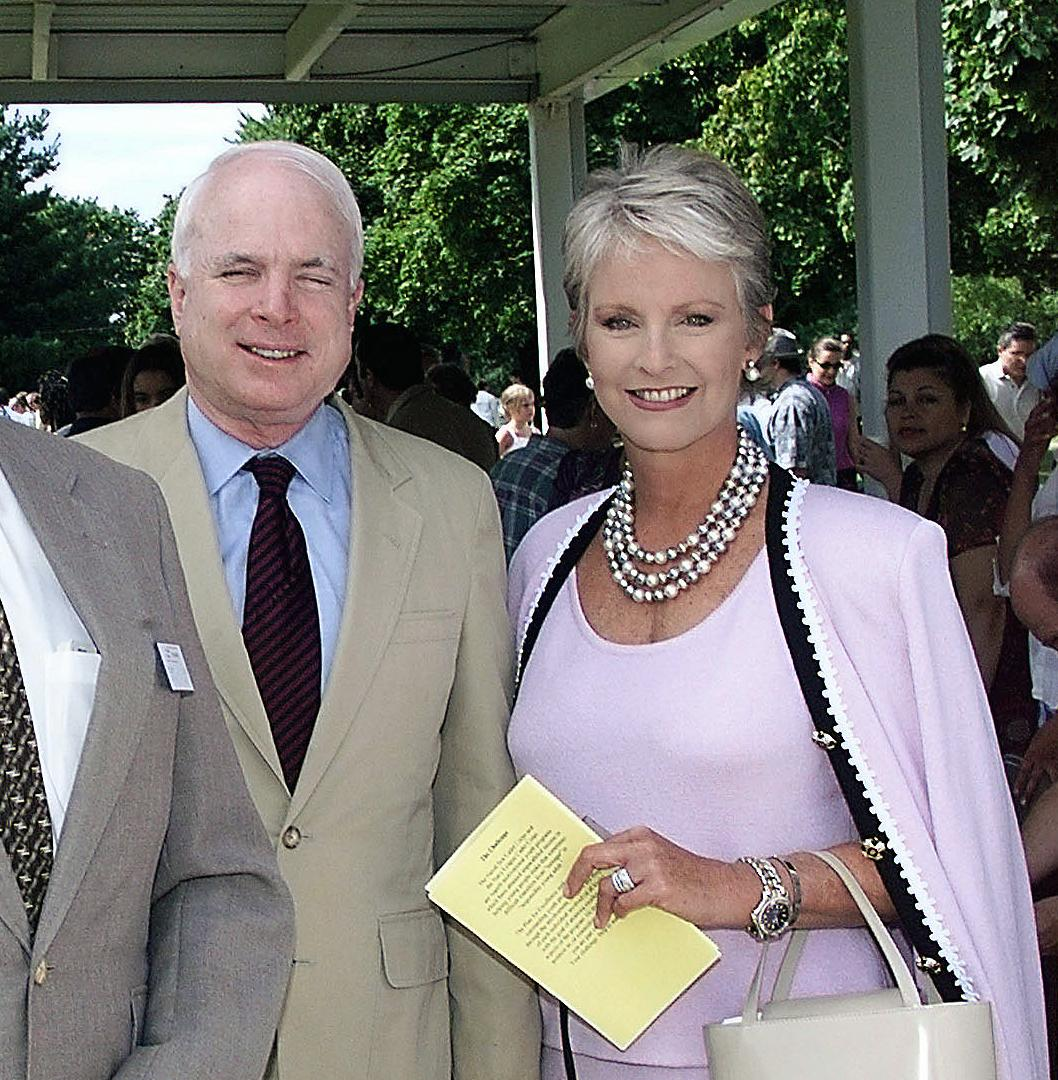
2001年7月28日、夫ジョンと
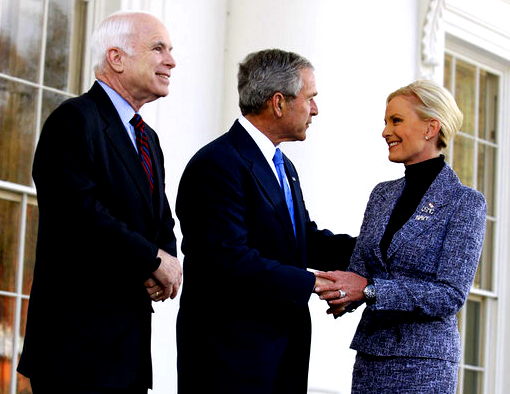
2008年3月5日、ホワイトハウスにて。左から夫ジョン、ジョージ・W・ブッシュ大統領、シンディ
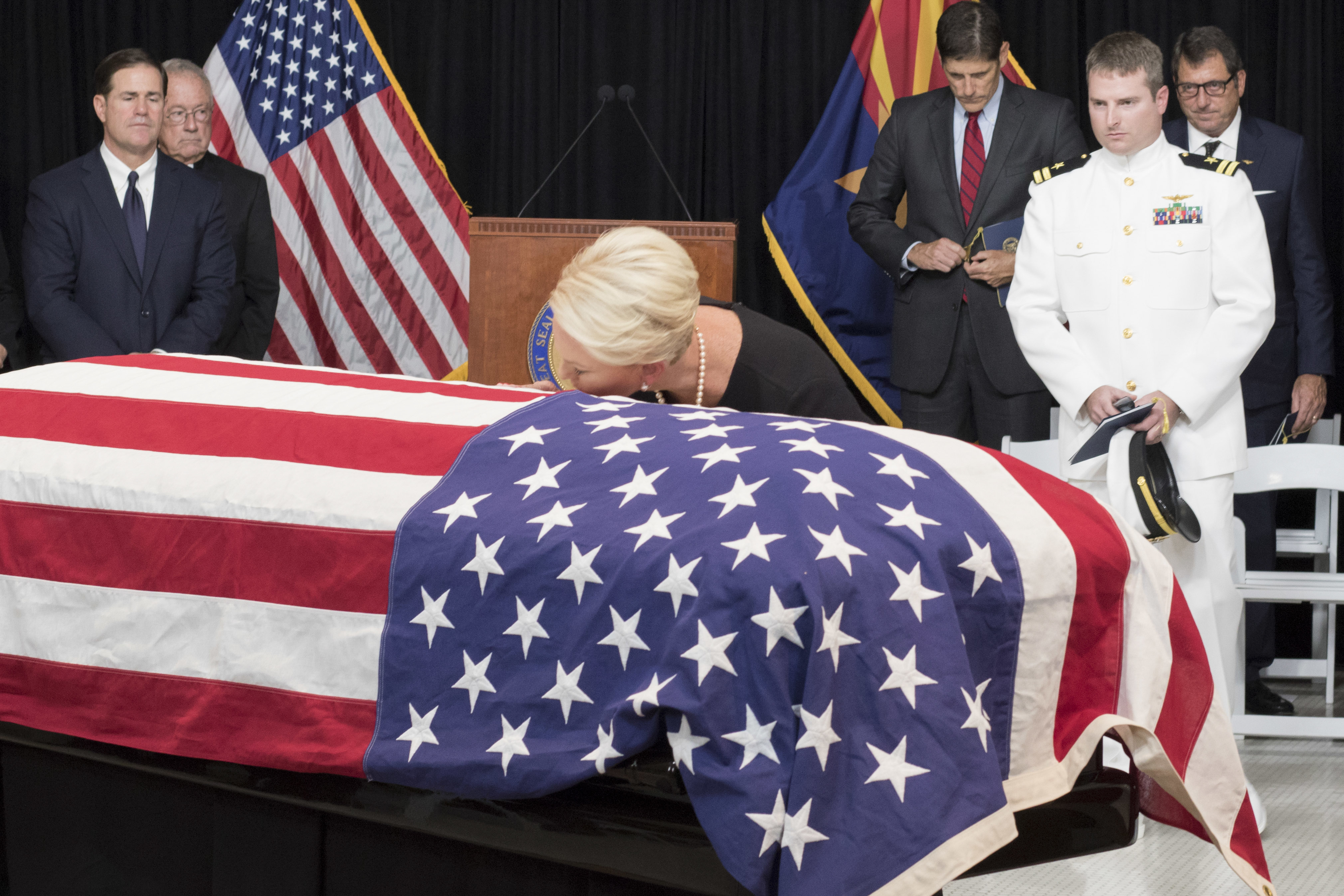
2018年8月30日、アリゾナ州議会議事堂内に安置された夫ジョンの遺体が入った棺とともに